# 1892 în științifico-fantastic
- 1891 în științifico-fantastic — 1892 în științifico-fantastic — 1893 în științifico-fantastic

1892 în științifico-fantastic a implicat o serie de evenimente:

## Nașteri și decese

### Nașteri
- Dietrich Arndt (Pseudonimul lui Roderich Müller-Guttenbrunn; d. 1956)
- Alexander Niklischek (d. 1953)
- Jan Weiss (d. 1972)

## Cărți

### Romane
- Der deutschen Orden Natuliens im Jahre 2000 de Max Möller

## Filme
| Titlu | Regizor | Distribuție | Țara | Sub-Gen /Note |
| ----- | ------- | ----------- | ---- | ------------- |
|       |         |             |      |               |

## Premii
Principalele premii nu s-au acordat în această perioadă.